# Banca nazionale austriaca
La Banca nazionale austriaca (in tedesco: Oesterreichische Nationalbank AG - OeNB) è la banca centrale della Repubblica austriaca ed è membro del Sistema europeo delle banche centrali.

## Storia

### LaWiener Stadtbank
Già cinquant'anni prima della fondazione della Oesterreichische Nationalbank AG gli Asburgo attuarono il primo esperimento di cartamoneta. Generalmente nel Settecento il compito di stampare le banconote veniva affidato a un istituto indipendente dallo Stato, cosicché nel 1762 il "Banco di Vienna" (Wiener Stadtbank, fondato nel 1705) fu incaricato di stampare delle banconote, le cosiddette Bancozettel.
All'epoca delle guerre napoleoniche lo Stato riprese il controllo dell'emissione di denaro, la conseguenza fu che fra il 1796 e il 1810 si verificò l'inflazione delle note di banco (Banco-Zettel). Lo Stato impose il corso legale delle banconote, cioè l'accettazione delle stesse nei pagamenti fra privati, e questo portò ad un crollo del valore delle banconote. Nel 1799 una banconota da cento fiorini veniva scambiata per soli 92 fiorini d'argento, ma alla fine del 1810 il valore della cartamoneta era crollato al 15% del valore nominale. Successivamente gli Asburgo dichiararono una svalutazione del Banco-Zettel nel rapporto di 5 a 1. Questo venne considerato dal mondo degli affari l'equivalente di una bancarotta dello Stato asburgico.

### LaPrivilegirte Oesterreichische National-Bank
Terminate le guerre napoleoniche con il Congresso di Vienna, la monarchia asburgica multinazionale si trovavava davanti ad una rifondazione. La Chiesa, la nobiltà, l'esercito e la burocrazia, pilastri dell'Ancien Régime, non bastavano più a svolgere questo compito, era necessaria un'economia solidamente fondata.
Nel 1816 l'imperatore Francesco I emanò due lettere patenti che istituivano la privilegirte Oesterreichische National-Bank in forma di società per azioni.
La gestione di questa fase preparatoria fu svolta dal conte Johann Philipp Karl Joseph von Stadion. Per prima cosa la Banca dovette riscattare le vecchie banconote e collocare presso i risparmiatori le mille azioni della nuova società, e questo richiese tempo.
Nel 1817 una terza patente concesse alla Nationalbank il monopolio dell'emissione di banconote e il diritto di determinare il tasso di sconto. Questo portò la calma nella finanza austriaca e un aumento della cartamoneta.
All'inizio del 1818 fu stabilita la direzione definitiva della Banca. Di essa facevano parte personalità di rilievo della società viennese, come i banchieri Johann Heinrich von Geymüller e Bernhard von Eskeles.
Al momento della fondazione la sede era a Vienna in Singerstraße 17–19, dal 1823 fu spostata in Herrengasse 17 / Bankgasse 1. Negli stessi anni furono aperte filiali in tutto l'Impero.
La Banca si occupava inoltre dell'emissione delle banconote in lire austriache per il Regno Lombardo-Veneto.
Gli attivi della Banca erano rappresentati soprattutto da cambiali e monete metalliche, e solo in piccola parte da titoli di stato. Mediante lo sconto delle cambiali la Nationalbank sosteneva l'economia dell'Impero. Inoltre l'istituto assicurava la provvista di moneta argentea per far fronte a chi chiedeva la conversione delle banconote a vista.
Le patenti fondative della Nationalbank non garantivano l'autonomia dell'Istituto dalle ingerenze dello Stato. In effetti le autorità avevano l'abitudine di ricordare alla banca le sue "responsabilità patriottiche"; cosicché la Banca si trovava costretta a comprare titoli del debito pubblico nei momenti di crisi e conseguentemente a stampare banconote, con l'effetto di creare inflazione.
Nel 1841 fu rinnovato il privilegio alla Nationalbank ed in questa occasione il Governo riuscì a indebolire ulteriormente l'autonomia dell'Istituto, spostando il controllo della Banca Nazionale dagli azionisti all'Amministrazione statale, che nominava il Governatore e i Direttori. 

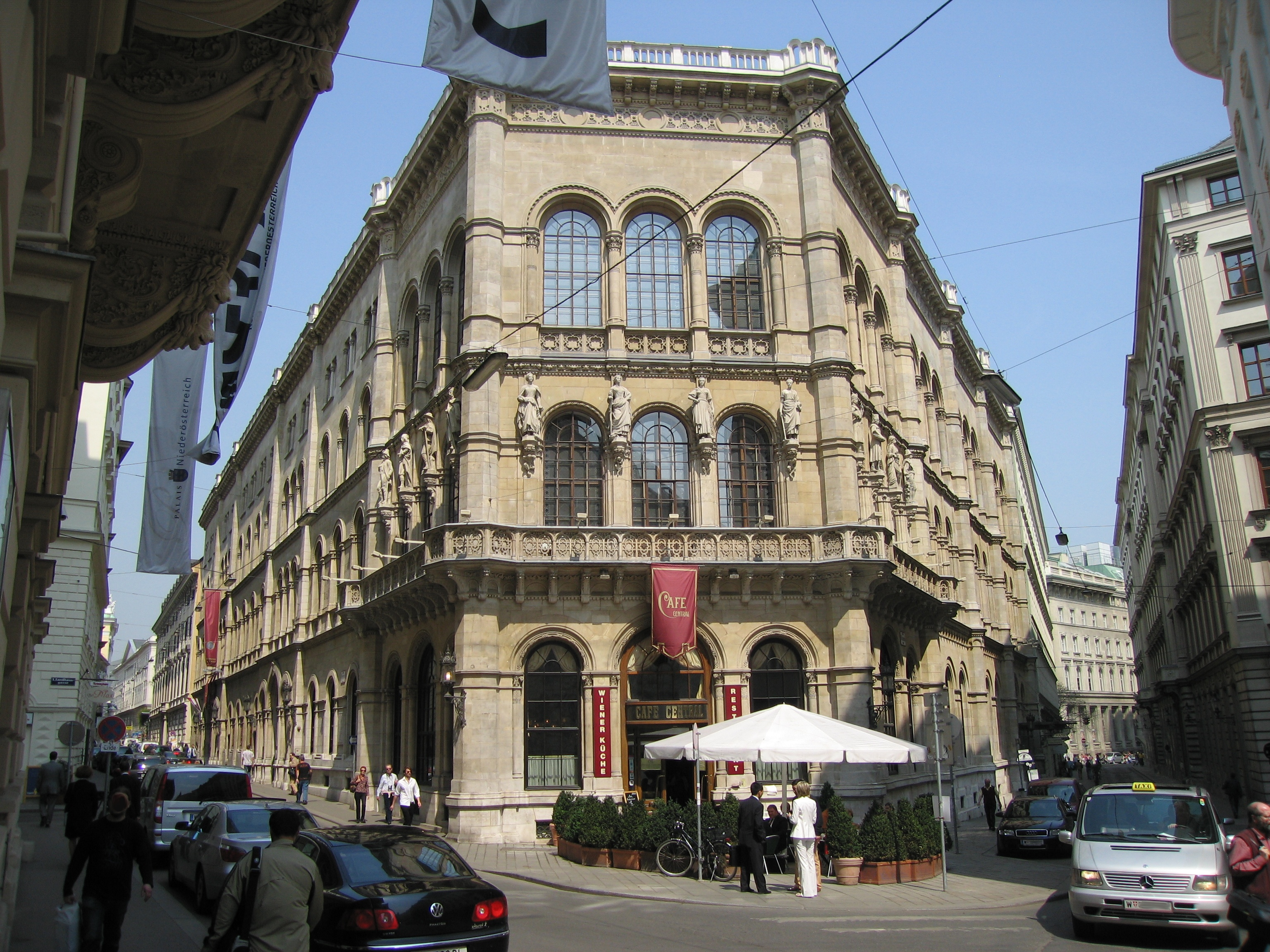
Il Bank- und Börsengebäude di Vienna

Durante la Rivoluzione del 1848 i sostenitori degli ideali costituzionali ricevettero grossi appoggi da personalità direttive della Nationalbank.
I vertici della Nationalbank rivolgevano l'attenzione maggiore all'evoluzione dell'aggio che veniva pagato al momento del cambio delle banconote in moneta argentea. Un aumento dell'aggio significava un deprezzamento delle banconote emesse dalla Banca. Perciò l'aumento dell'aggio doveva essere prevenuto, in quanto avrebbe causato inflazione.
Nel 1860 la sede della Nationalbank si trasferì in Herrengasse, 14, nella Innere Stadt di Vienna, nel Bank- und Börsengebäude, occupato anche dalla Borsa di Vienna e dal Café Central, oggi chiamato Palais Ferstel dal nome dell'architetto che lo progettò in stile neorinascimentale toscano.
Nel 1862 ebbe luogo un altro rinnovo del privilegio di emissione. Questa volta l'autonomia della banca centrale fu riaffermata. Inoltre, fu fissato un tetto alle banconote che avrebbero potuto essere stampate, secondo il sistema introdotto dalla Banca d'Inghilterra nel 1844. Nello specifico il plafond fu fissato a 200 milioni di fiorini.
Di fatto, già nel 1866, per finanziare la Guerra austro-prussiana (terza Guerra d'Indipendenza) che terminò con la sconfitta austriaca, fu violata l'indipendenza della banca centrale e il divieto di stampare banconote per finanziare lo Stato. Lo Stato si vide costretto a versare un indennizzo per la violazione del privilegio.
Conseguentemente, nel 1872 fu emanata una legge per cui le banconote emesse oltre il tetto di 200 milioni di fiorini avrebbero dovuto essere interamente "coperte" da riserve di oro o argento.
Nel 1873 la lunga crescita ininterrotta dell'economica dell'Impero asburgico si fermò. Il crollo della Borsa di Vienna non poté essere evitato e portò alla crisi del 1873. Vennero sospesi i limiti all'emissione di banconote, ma in effetti vennero superati solo dell'1%. Ad anni di forte crescita seguì un periodo di stagnazione..

### LaOesterreichisch-ungarische Bank
Durante i negoziati che portarono all'Ausgleich fra Austria e Ungheria nel 1867, la questione della banca centrale fu lasciata da parte e la Nationalbank continuò ad operare come istituto di emissione di entrambe le parti dell'Impero.
Nel 1878 le due parti della Duplice Monarchia trovarono un accordo per trasformare la Nationalbank nella Oesterreichisch-ungarische Bank con il privilegio di emissione su tutto il territorio. Si trattò di una soluzione di compromesso: la proprietà era divisa in parti uguali fra le due componenti, e i due governi non avrebbero dovuto ingerirsi nella gestione della Banca.
L'assemblea generale e il consiglio generale rappresentavano l'unità della Banca, mentre le due direzioni generali di Vienna e Budapest costituivano il carattere duale dell'Istituto.
Nel 1892 fu adottato il tallone aureo e conseguentemente si passò dal fiorino austro-ungarico alla corona austroungarica.
Le nuove banconote furono popolari, conseguentemente molte monete metalliche si accumularono nel tesoro della Oesterreichisch-ungarische Bank. Gli anni Ottanta e Novanta dell'Ottocento furono contrassegnati da un'equilibrata combinazione di crescita e di diminuzione dei prezzi. Questo semplificò l'attività della banca centrale.
Il rinnovo della concessione del 1899 modificò l'equilibrio a favore dello Stato che si riservò il diritto di accedere ai fondi della Banca a determinate condizioni. La politica valutaria fu efficace ed in effetti fino allo scoppio della prima Guerra mondiale nel 1914 la corona ebbe poche fluttuazioni.
L'entrata in guerra portò immediatamente ad una crescente scarsità dei beni, cui si univa una continua espansione della quantità di denaro. Ne derivò una forte inflazione, che portò ad un aumento dei prezzi di sedici volte.
I costi della guerra furono sostenuti per il 40% dall'emissione di banconote da parte della Oesterreichisch-ungarische Bank e per il 60% da prestiti di guerra.
Alla fine della Guerra la "Duplice Monarchia" si disgregò in più stati. Ne derivò la separazione delle valute e delle banche centrali.
Il Trattato di Saint-Germain-en-Laye del 1919 impose la stampigliatura e la sostituzione di tutte le banconote in corone degli stati successori dell'Austria-Ungheria, nonché la liquidazione della Oesterreichisch-ungarische Bank sotto il controllo delle potenze vincitrici.

### La primaOesterreichische Nationalbank
Nel 1922 una legge stabilì l'istituzione di una banca nazionale austriaca. Conseguentemente nel 1923 fu fondata la Oesterreichische Nationalbank.
Lo statuto della OeNB le garantiva l'autonomia dallo Stato. Il primo obiettivo fu la stabilizzazione della moneta. L'anno successivo fu creato lo scellino austriaco, che entrò in circolazione nel 1925: 10.000 corone divennero un solo scellino.
Lo scellino si mantenne stabile attraverso la Crisi del '29.

### Anschluss
In conformità con l' Anschluss del 13 marzo 1938, l'ordinanza di Adolf Hitler del successivo 17 marzo introdusse il Reichsmark come valuta nel Land Österreich e ne fissò il cambio: "un marco è uguale a uno scellino e cinquanta Groschen". Lo stesso giorno il Führer ordinò che la gestione della liquidazione della Nationalbank fosse affidata alla Reichsbank.
Con ordinanza di tre ministri del Terzo Reich del 23 aprile 1938 la Nationalbank fu dichiarata proprietà della Reichsbank e le sue banconote non riconosciute più mezzo di pagamento legale a partire dal 25 aprile 1938; le casse pubbliche avrebbero accettato le banconote in scellini fino al 15 maggio 1938. Le riserve auree e valutarie sarebbero state trasferite a Berlino.
La seconda Guerra mondiale indebolì molto l'economia austriaca: la produzione dopo la Guerra equivaleva solo al 40% di quella del 1937. Inoltre, per finanziare la Guerra la Reichsbank mise in circolazione banconote in gran quantità.

### La secondaOesterreichische Nationalbank
Durante l'occupazione alleata successiva alla fine della seconda Guerra mondiale l'autorità d'occupazione alleata stampò circa 10 miliardi di AM-scellini, con conseguente inflazione.
Con la rifondazione della Repubblica Austriaca in seguito alla Dichiarazione d'Indipendenza del 27 aprile 1945 venne ripresa l'attività della Oesterreichische Nationalbank.
Il primo compito fu la riunificazione delle valute che erano in circolazione al momento (Reichsmarken e AM-scellini) e la fissazione di una nuova moneta austriaca. Lo scellino fu reintrodotto come moneta legale nel 1945.
La legge sulla banca nazionale del 1955 costituì la Oesterreichische Nationalbank in forma di società per azioni, il cui capitale sociale era per metà sottoscritto dallo stato federale e per l'altra metà da azionisti privati. Inoltre la banca non fu più obbligata a concedere prestiti agli enti pubblici.
In seguito all'abbandono della convertibilità del dollaro da parte della Federal Reserve, negli anni Settanta l'Austria aderì al Serpente monetario.
Il 30 agosto 1979 un grande incendio devastò la sede centrale della Banca, che fu ricostruita negli anni Ottanta, con l'aggiunta della mansarda.
Negli anni Novanta fu deciso una politica di cambio stabile con il marco tedesco.
Nel 1995 l'Austria aderì al Sistema Monetario Europeo.
Dal 1999 la Oesterreichische Nationalbank fa parte del Sistema europeo delle banche centrali e dal 2002 l'euro ha sostituito lo scellino.
Nel 2010 lo Stato è diventato azionista unico della Banca.
Negli stessi anni sono stati fondati gli uffici di rappresentanza a Bruxelles (presso l'Unione Europea), e New York.

## Struttura

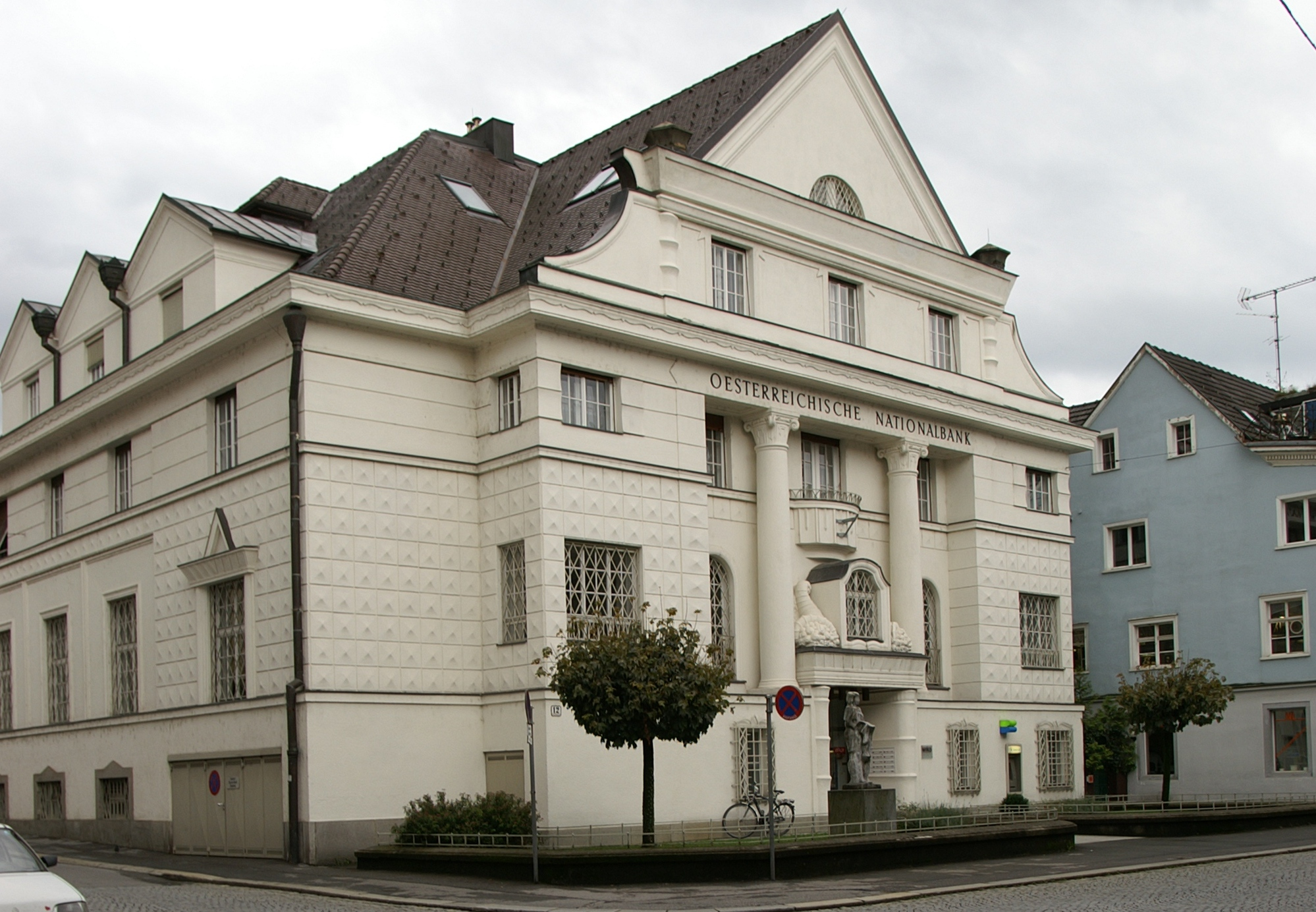
La filiale di Bregenz

La Banca nazionale austriaca è disciplinata dalla Legge sulla Banca Nazionale del 1984 e dai relativi regolamenti, nonché dal Trattato sul funzionamento dell'Unione europea.
Giuridicamente la OeNB è una società per azioni. Dal 2010 il capitale sociale appartiene interamente alla Repubblica Austriaca. Le azioni non possono essere trasferite. In precedenza metà del capitale apparteneva ai sindacati degli imprenditori e dei lavoratori, nonché a banche e assicurazioni.
La banca centrale è completamente autonoma.
Gli organi della OeNB sono l'Assemblea generale, il Consiglio generale e il Direttorio.
L'assemblea, benché composta di un solo socio, approva il bilancio.
Il Consiglio generale si occupa di tutto quanto non coperto da competenza europea e funge da consulente economico del Governo.
Il Direttorio si occupa effettivamente di guidare la OeNB, in contatto con la Banca centrale europea.

## Compiti
I compiti della Banca nazionale austriaca possono essere raggruppati in quattro aree:
Determinazione della politica monetaria
Le linee strategiche della politica monetaria devono essere decise a livello europeo.
Ai fini del processo decisionale si inseriscono specifici compiti affidati alle singole banche nazionali, come l'analisi economica e produzione di dati statistici.
In quest'area può essere inserita la partecipazione e collaborazione con istituzioni internazionali.
Attuazione della politica monetaria
L'attuazione della politica decisa in sede europea è demandata alle singole banche nazionali.
In questo ambito si procede innanzitutto all'individuazione degli strumenti di politica monetaria. Le principali attività sono quella di gestione delle riserve valutarie, e quella di fornitura e manutenzione del contante metallico e cartaceo.
Comunicazione della politica monetaria
La Oesterreichische Nationalbank è un'importante interfaccia fra il sistema ceuropeo delle banche centrali e gli avvenimenti economici austriaci. La Banca svolge questo ruolo attraverso l'analisi sistematica dei dati economici e mediante l'attività di informazione in collaborazione con gli organi decisori di politica economica.
Vigilanza sulla stabilità dei mercati finanziari
La globalizzazione rende sempre più importante il consolidamento dei mercati finanziari. Sono pertanto compiti della banca centrale la vigilanza sui mercati finanziari e sui prodotti finanziari, nonché quella sulla stabilità del sistema dei pagamenti.